# Dun-le-Palestel
Pour les articles homonymes, voir Dun.
Dun-le-Palestel est une commune française située dans le département de la Creuse, en région Nouvelle-Aquitaine.

## Géographie
Dun-le-Palestel est une commune de la Creuse d'environ 1 100 habitants. Elle est proche du bois de Chabannes (550 m d'altitude), comporte presque tous les commerces et un super marché.
On y trouve un camping, des terrains de tennis, deux stades (football, rugby, course), un gymnase doté d'un mur d'escalade.
Près de Dun-le-Palestel, on trouve des ruines médiévales (visitables à Crozant), le village des artistes de Fresselines comportant
le confluent des deux Creuse, site peint notamment par Claude Monet. On peut se baigner à l'étang de la Chaume à 25 km.
L'étang de La Cazine (pêche à la carpe, interdit de baignade) est à moins de 10 km. La promenade des combes de La Cazine, le long de la rivière de la Cazine, sur la commune de Colondannes, est à 5 km. La très jolie commune de la Celle-Dunoise propose, entre autres, deux campings et baignades à 12 km, à l'entrée du site remarquable des Trois Lacs.
La promenade ombragée du Pont-Charraud, le long de la Sédelle, sur la commune de Crozant, est à environ 10 km.
Le territoire de la commune est traversé par la Brézentine.
|             | Maison-Feyne    | Villard                 |
| Sagnat      | Dun-le-Palastel |                         |
| Colondannes | Naillat         | Saint-Sulpice-le-Dunois |

### Climat
Pour des articles plus généraux, voir Climat de la Nouvelle-Aquitaine et Climat de la Creuse.
Historiquement, la commune est dans une zone de transition entre le climat océanique limousin et le climat montagnard.  
En 2020, Météo-France publie une typologie des climats de la France métropolitaine dans laquelle la commune est dans une zone de transition entre le climat océanique altéré et le climat de montagne et est dans la région climatique  Ouest et nord-ouest du Massif Central, caractérisée par une pluviométrie annuelle de 900 à 1 500 mm, maximale en automne et en hiver.
Pour la période 1971-2000, la température annuelle moyenne est de 10,7 °C, avec  une amplitude thermique annuelle de 15,1 °C. Le cumul annuel moyen de précipitations est de 953 mm, avec 12,8 jours de précipitations en janvier et 7,8 jours en juillet. Pour la période 1991-2020, la température moyenne annuelle observée sur la station météorologique installée sur la commune est de 11,4 °C et le cumul annuel moyen de précipitations est de 920,3 mm,. Pour l'avenir, les paramètres climatiques de la commune estimés pour 2050 selon différents scénarios d’émission de gaz à effet de serre sont consultables sur un site dédié publié par Météo-France en novembre 2022.
| Mois                                  | jan.             | fév.           | mars            | avril         | mai           | juin          | jui.          | août          | sep.          | oct.            | nov.            | déc.          | année      |
| ------------------------------------- | ---------------- | -------------- | --------------- | ------------- | ------------- | ------------- | ------------- | ------------- | ------------- | --------------- | --------------- | ------------- | ---------- |
| Température minimale moyenne (°C)     | 1,2              | 1              | 3               | 5,2           | 9             | 12,1          | 13,3          | 13,5          | 10,1          | 8,4             | 4,2             | 1,7           | 6,9        |
| Température moyenne (°C)              | 4,2              | 4,7            | 7,6             | 10,1          | 14,1          | 17,4          | 18,9          | 19,2          | 15,6          | 12,7            | 7,6             | 4,6           | 11,4       |
| Température maximale moyenne (°C)     | 7,3              | 8,5            | 12,3            | 15,1          | 19,2          | 22,8          | 24,5          | 24,9          | 21            | 17              | 10,9            | 7,4           | 15,9       |
| Record de froid (°C) date du record   | −11,9 12.01.1999 | −14,8 06.02.12 | −12,8 01.03.05  | −6 05.04.1975 | −1 03.05.1979 | 3 06.06.1975  | 6 01.07.1981  | 4 27.08.1982  | 1 19.09.1977  | −6,1 30.10.1997 | −9,1 22.11.1998 | −12 15.12.01  | −14,8 2012 |
| Record de chaleur (°C) date du record | 18,2 01.01.23    | 22,2 16.02.07  | 25,6 24.03.1996 | 29,4 30.04.05 | 31 15.05.1982 | 38 24.06.1976 | 39 05.07.1973 | 41 15.08.1974 | 37 06.09.1973 | 31,5 08.10.23   | 23,5 05.11.1971 | 19 10.12.1978 | 41 1974    |
| Précipitations (mm)                   | 82,4             | 67             | 69              | 74,8          | 86,9          | 69            | 59,2          | 73,8          | 74,2          | 87,5            | 86,7            | 89,8          | 920,3      |

## Histoire
- En 507, Clovis 1er roi des Francs saliens, décide d'envahir la région au sud de la Loire (Aquitaine), tenue par les Wisigoths du roi Alaric II. Le roi burgonde Gondebaud apporte son concours à Clovis, avec un détachement militaire commandé par Sigismond, qui après avoir reçu la bénédiction de Saint Avit, traverse les monts d'Auvergne et du Limousin. Le castrum d'Idunum (actuel Dun-le-Palestel), subit les effets dévastateurs de son passage[7]. Une intervention d'Eptadius (Eptade d'Autun) auprès de Sigismond aurait cependant permis la libération de 3000 captifs d' Idunum[8].
- La localité a été siège d'un arrondissement du département de Guéret lors de la  création des Assemblées Provinciales et a réclamé sans succès un chef lieu de district à l'institution du département de la Creuse.
- La gare a été désaffectée après la suppression de la ligne de chemin de fer en 1952. Le transport des voyageurs avait cessé en 1940.

### Toponymie
Dénommée Dun jusqu'en 1892 puis Dun-le-Palleteau, la commune devient Dun-le-Palestel par décret ministériel du 26 décembre 1952, Palestel étant l'orthographe originale d'une famille.
La commune est nommée Dun le Paletau en marchois, un dialecte du Croissant, aire linguistique de transition entre occitan et langue d'oïl,.

### Héraldique
|  | Les armoiries de Dun-le-Palestel se blasonnent ainsi : Écartelé : au premier et au quatrième d'or au château de deux tours non crénelées couvertes cousues d'argent, accolées, celle de dextre plus haute ajourée et ombrée de sable, celle de senestre ouverte, ajourée et ombrée du même, sur une colline aussi d'argent mouvant de la pointe, au deuxième d'azur au housseau d'argent surmonté d'un cœur du même, au troisième d'azur semé de fleurs de lys d'or. |

## Urbanisme

### Typologie
Au 1er janvier 2024, Dun-le-Palestel est catégorisée commune rurale à habitat dispersé, selon la nouvelle grille communale de densité à 7 niveaux définie par l'Insee en 2022.
Elle est située hors unité urbaine. Par ailleurs la commune fait partie de l'aire d'attraction de Guéret, dont elle est une commune de la couronne,. Cette aire, qui regroupe 72 communes, est catégorisée dans les aires de moins de 50 000 habitants,.

### Occupation des sols
L'occupation des sols de la commune, telle qu'elle ressort de la base de données européenne d’occupation biophysique des sols Corine Land Cover (CLC), est marquée par l'importance des territoires agricoles (79,2 % en 2018), en diminution par rapport à 1990 (81,9 %). La répartition détaillée en 2018 est la suivante : 
prairies (35,4 %), zones agricoles hétérogènes (26,4 %), terres arables (17,5 %), zones urbanisées (11,3 %), forêts (9,4 %). L'évolution de l’occupation des sols de la commune et de ses infrastructures peut être observée sur les différentes représentations cartographiques du territoire : la carte de Cassini (XVIIIe siècle), la carte d'état-major (1820-1866) et les cartes ou photos aériennes de l'IGN pour la période actuelle (1950 à aujourd'hui).

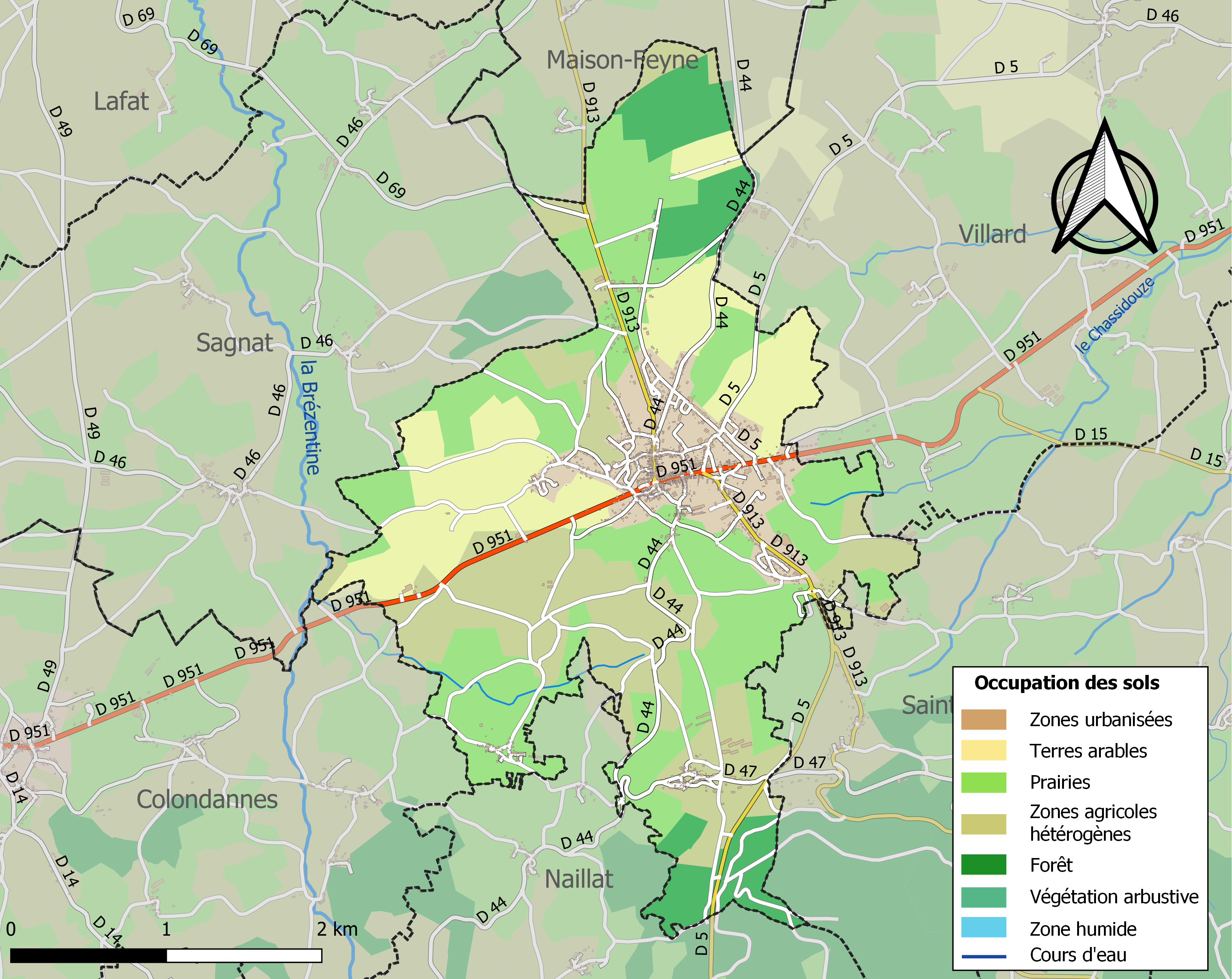
Carte des infrastructures et de l'occupation des sols de la commune en 2018 (CLC).

### Risques majeurs
Le territoire de la commune de Dun-le-Palestel est vulnérable à différents aléas naturels : météorologiques (tempête, orage, neige, grand froid, canicule ou sécheresse) et séisme (sismicité faible). Il est également exposé à un risque particulier : le risque de radon. Un site publié par le BRGM permet d'évaluer simplement et rapidement les risques d'un bien localisé soit par son adresse soit par le numéro de sa parcelle.

#### Risques naturels

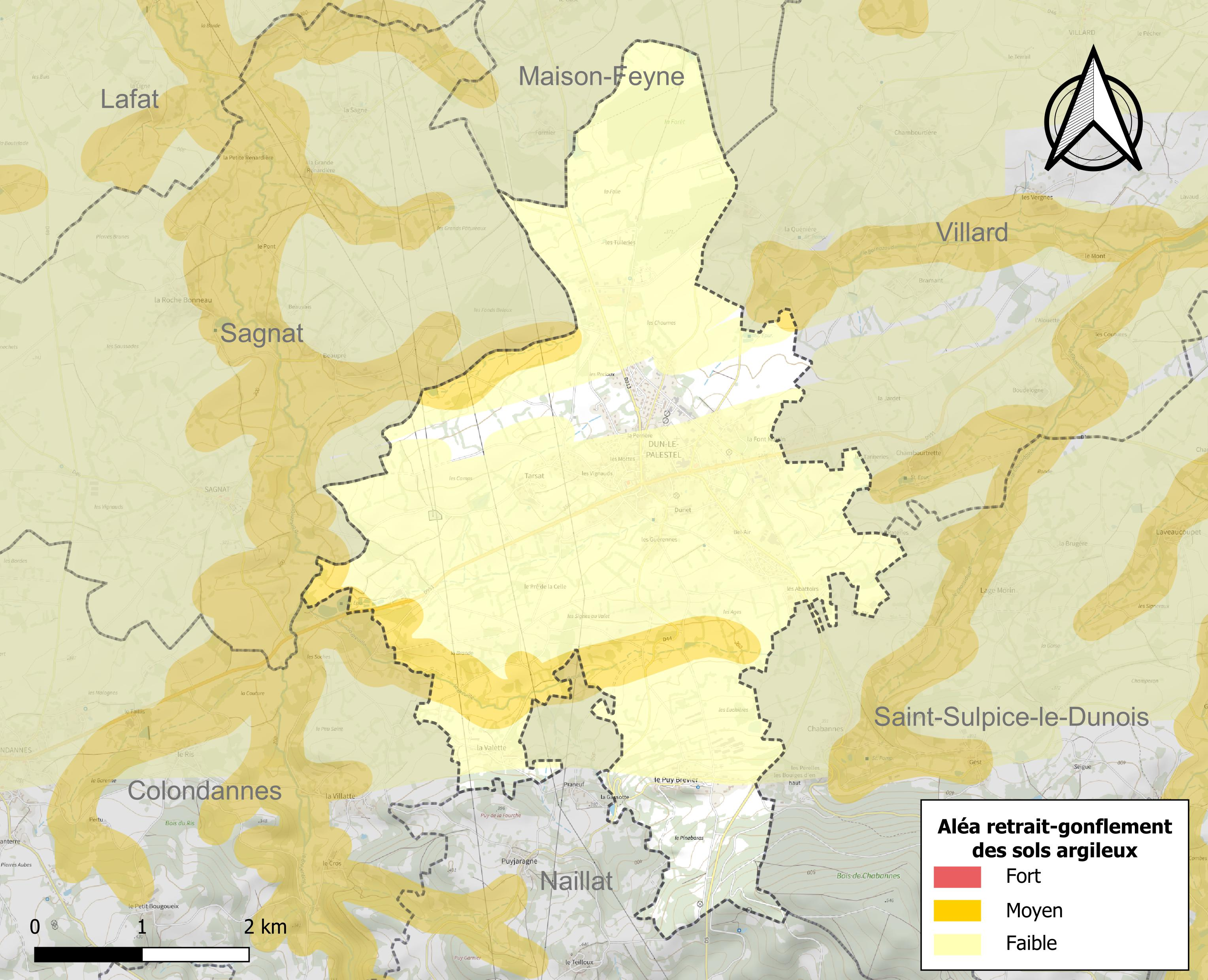
Carte des zones d'aléa retrait-gonflement des sols argileux de Dun-le-Palestel.

Le retrait-gonflement des sols argileux est susceptible d'engendrer des dommages importants aux bâtiments en cas d’alternance de périodes de sécheresse et de pluie. 10,4 % de la superficie communale est en aléa moyen ou fort (33,6 % au niveau départemental et 48,5 % au niveau national). Sur les 633 bâtiments dénombrés sur la commune en 2019, aucun n'est en aléa moyen ou fort, à comparer aux 25 % au niveau départemental et 54 % au niveau national. Une cartographie de l'exposition du territoire national au retrait gonflement des sols argileux est disponible sur le site du BRGM,.
Par ailleurs, afin de mieux appréhender le risque d’affaissement de terrain, l'inventaire national des cavités souterraines permet de localiser celles situées sur la commune.
La commune a été reconnue en état de catastrophe naturelle au titre des dommages causés par les inondations et coulées de boue survenues en 1982 et 1999. Concernant les mouvements de terrains, la commune a été reconnue en état de catastrophe naturelle au titre des dommages causés par la sécheresse en 2019 et par des mouvements de terrain en 1999.

#### Risque particulier
Dans plusieurs parties du territoire national, le radon, accumulé dans certains logements ou autres locaux, peut constituer une source significative d’exposition de la population aux rayonnements ionisants. Certaines communes du département sont concernées par le risque radon à un niveau plus ou moins élevé. Selon la classification de 2018, la commune de Dun-le-Palestel est classée en zone 3, à savoir zone à potentiel radon significatif.

#### Transports en commun
- Réseau TransCreuse

## Politique et administration

### Liste des maires
| Période                                  | Période      | Identité        | Étiquette | Qualité                               |
| ---------------------------------------- | ------------ | --------------- | --------- | ------------------------------------- |
| 1909                                     | 1920         | Fernand Riollet | inconnu   | docteur en médecine                   |
| ...                                      |              |                 |           |                                       |
| 2001                                     | février 2005 | Roland Aupetit  | UMP       | conseiller général                    |
| avril 2005                               | en cours     | Laurent Daulny  | LR        | conseiller général puis départemental |
| Les données manquantes sont à compléter. |              |                 |           |                                       |

### Politique environnementale
Dans son palmarès 2024, le Conseil national de villes et villages fleuris de France a attribué une fleur à la commune.

## Démographie
L'évolution du nombre d'habitants est connue à travers les recensements de la population effectués dans la commune depuis 1793. Pour les communes de moins de 10 000 habitants, une enquête de recensement portant sur toute la population est réalisée tous les cinq ans, les populations de référence des années intermédiaires étant quant à elles estimées par interpolation ou extrapolation. Pour la commune, le premier recensement exhaustif entrant dans le cadre du nouveau dispositif a été réalisé en 2004.

En 2022, la commune comptait 1 086 habitants, en évolution de −3,64 % par rapport à 2016 (Creuse : −3,32 %, France hors Mayotte : +2,11 %).
| 1793  | 1800  | 1806  | 1821  | 1831  | 1836  | 1841  | 1846  | 1851  |
| ----- | ----- | ----- | ----- | ----- | ----- | ----- | ----- | ----- |
| 1 137 | 1 057 | 1 043 | 1 327 | 1 386 | 1 413 | 1 421 | 1 499 | 1 519 |

| 1856  | 1861  | 1866  | 1872  | 1876  | 1881  | 1886  | 1891  | 1896  |
| ----- | ----- | ----- | ----- | ----- | ----- | ----- | ----- | ----- |
| 1 483 | 1 487 | 1 547 | 1 619 | 1 618 | 1 703 | 1 786 | 1 643 | 1 679 |

| 1901  | 1906  | 1911  | 1921  | 1926  | 1931  | 1936  | 1946  | 1954  |
| ----- | ----- | ----- | ----- | ----- | ----- | ----- | ----- | ----- |
| 1 669 | 1 601 | 1 599 | 1 351 | 1 242 | 1 243 | 1 338 | 1 300 | 1 147 |

| 1962  | 1968  | 1975  | 1982  | 1990  | 1999  | 2004  | 2006  | 2009  |
| ----- | ----- | ----- | ----- | ----- | ----- | ----- | ----- | ----- |
| 1 201 | 1 260 | 1 330 | 1 293 | 1 203 | 1 106 | 1 121 | 1 133 | 1 174 |

| 2014  | 2019  | 2022  | - | - | - | - | - | - |
| ----- | ----- | ----- | - | - | - | - | - | - |
| 1 129 | 1 094 | 1 086 | - | - | - | - | - | - |

## Lieux et monuments

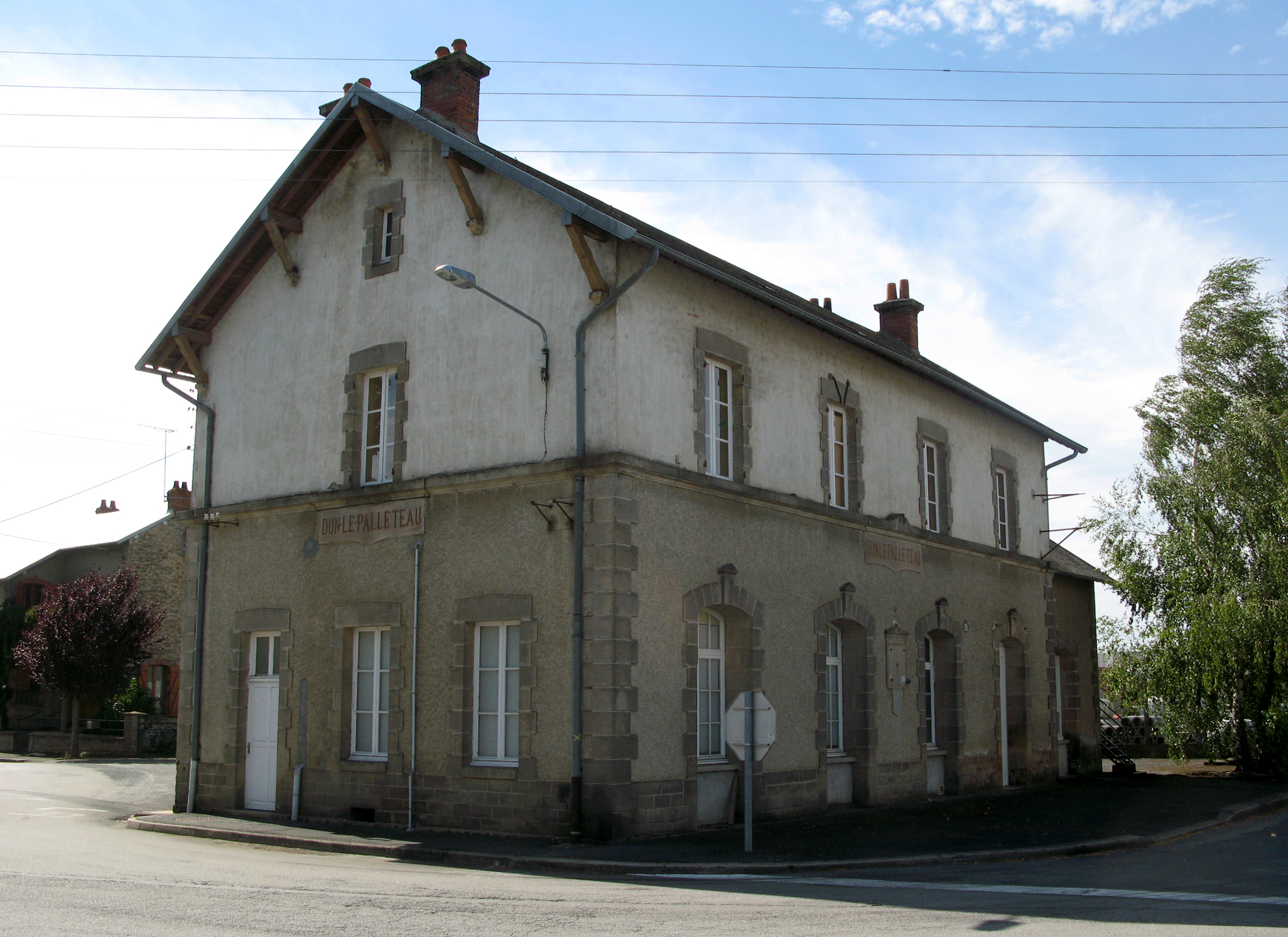
La gare désaffectée.

- Église de l'Assomption-de-la-Très-Sainte-Vierge de Dun-le-Palestel. Le portail a été classé au titre des monuments historiques en 1911[28].
- Château de Dun-le-Palestel, qui accueille la Poste ;
- Petites rues comme celles de la Bonde qui permettent de découvrir les vieilles maisons de Dun ;
- La fontaine et le lavoir de Dunet ;
- Ancienne gare de la ligne de Saint-Sébastien à Guéret, qui porte encore sur ses murs l'ancien nom de la localité : « Dun-le-Palleteau » ;
- Monument aux morts (1923).
- Voie verte L'échappée verte.

### Cartes postales anciennes

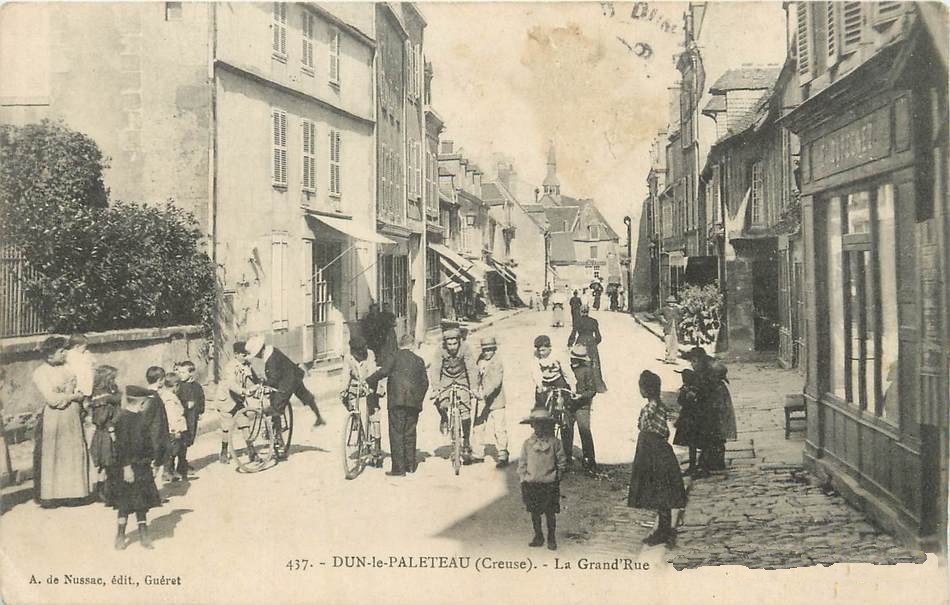
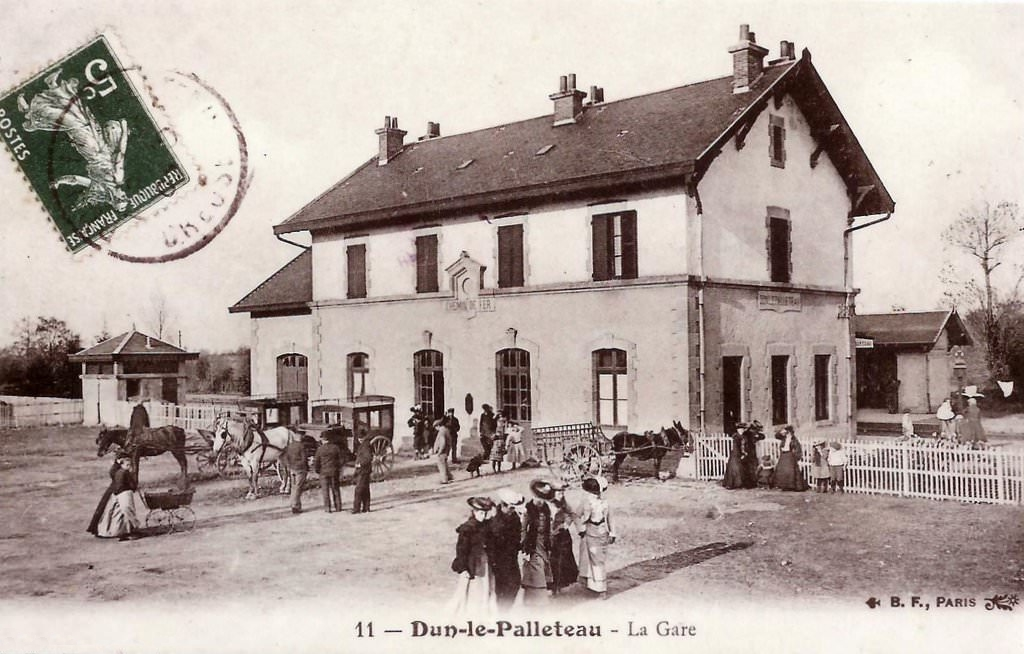
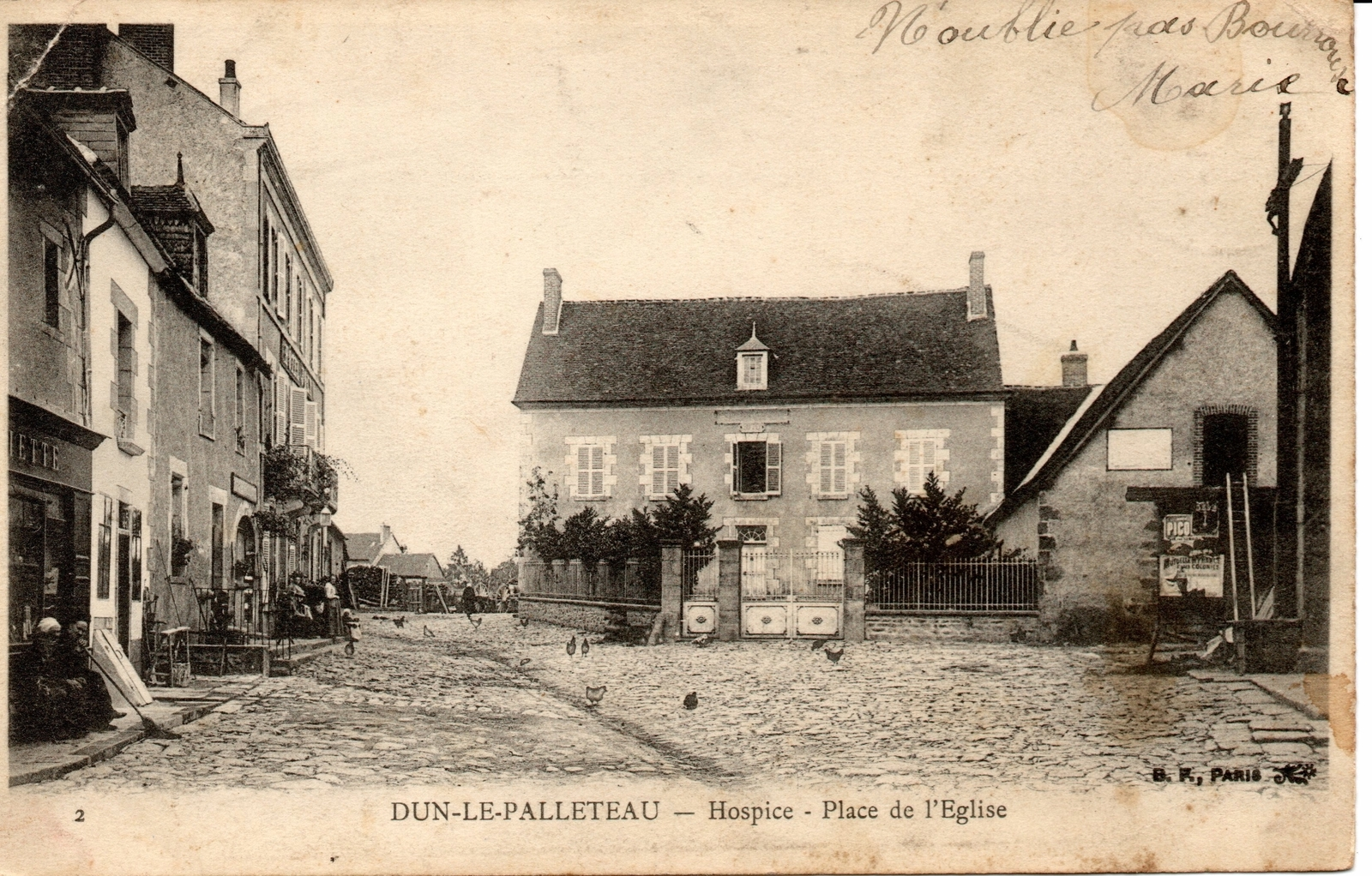
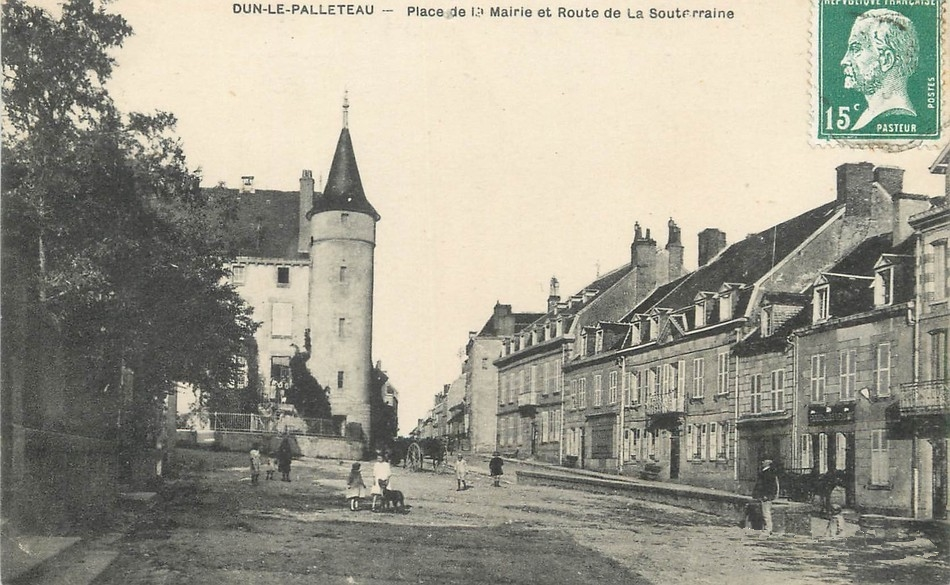
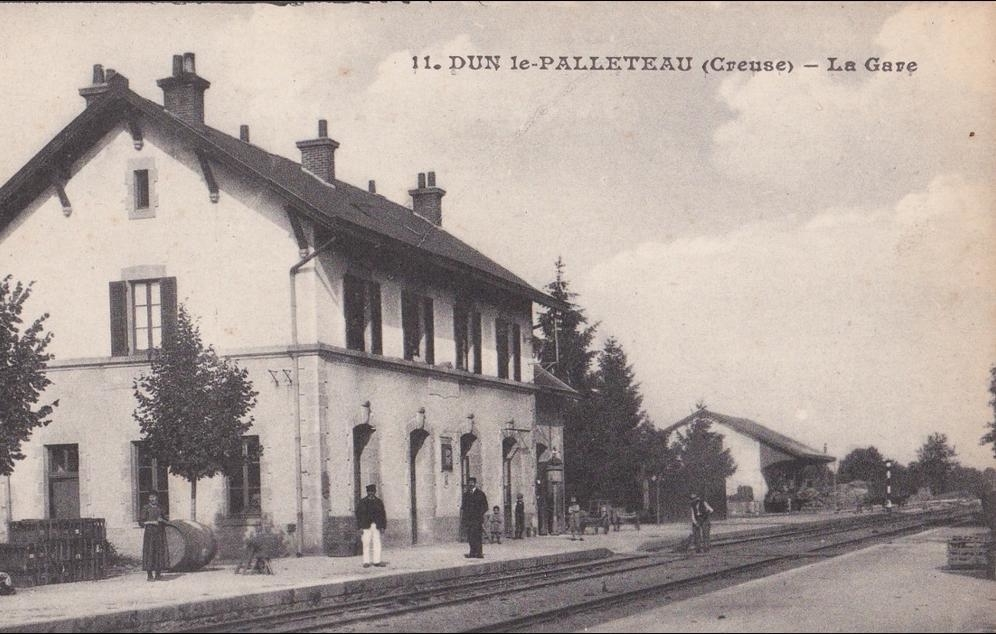
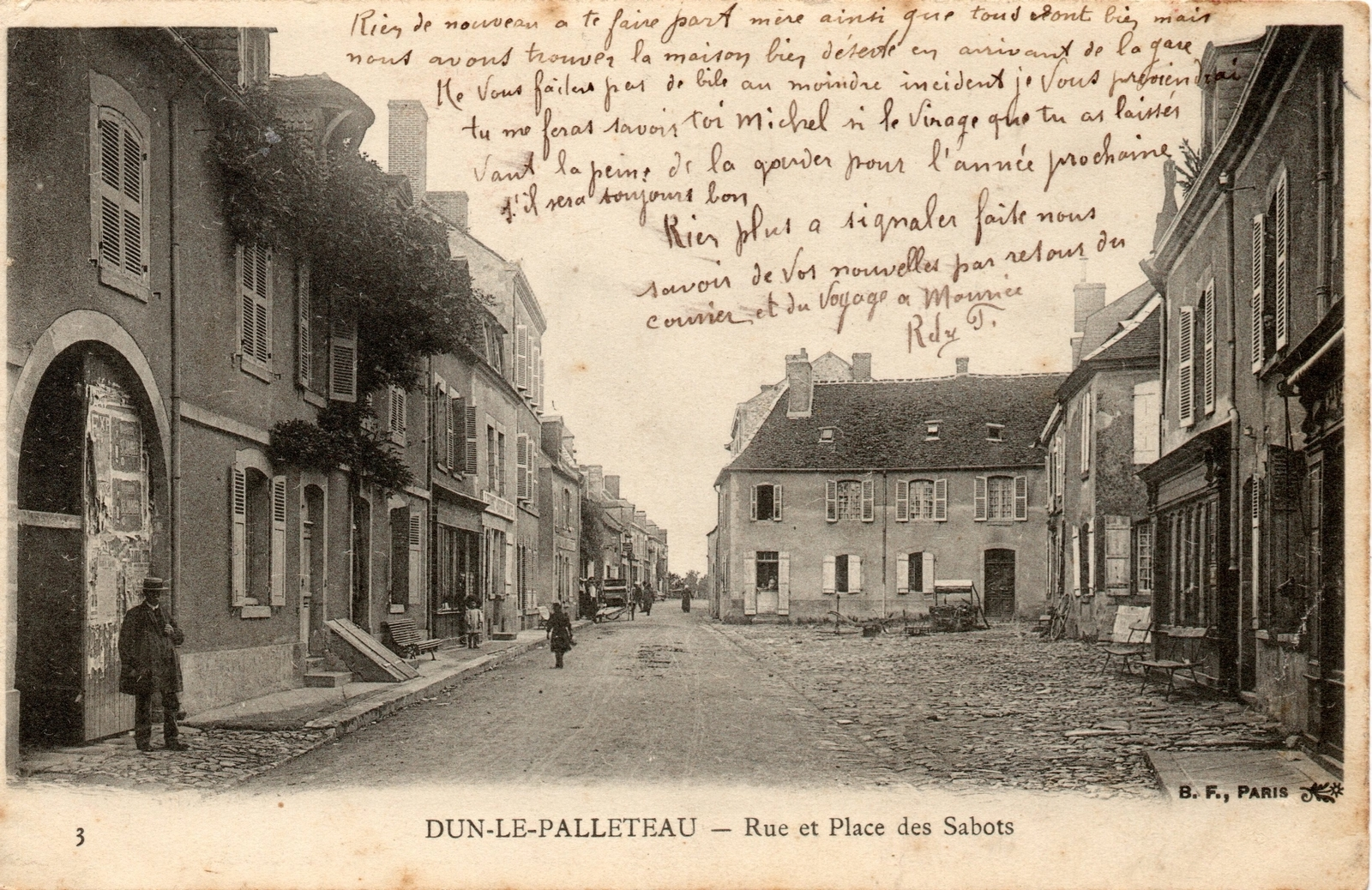
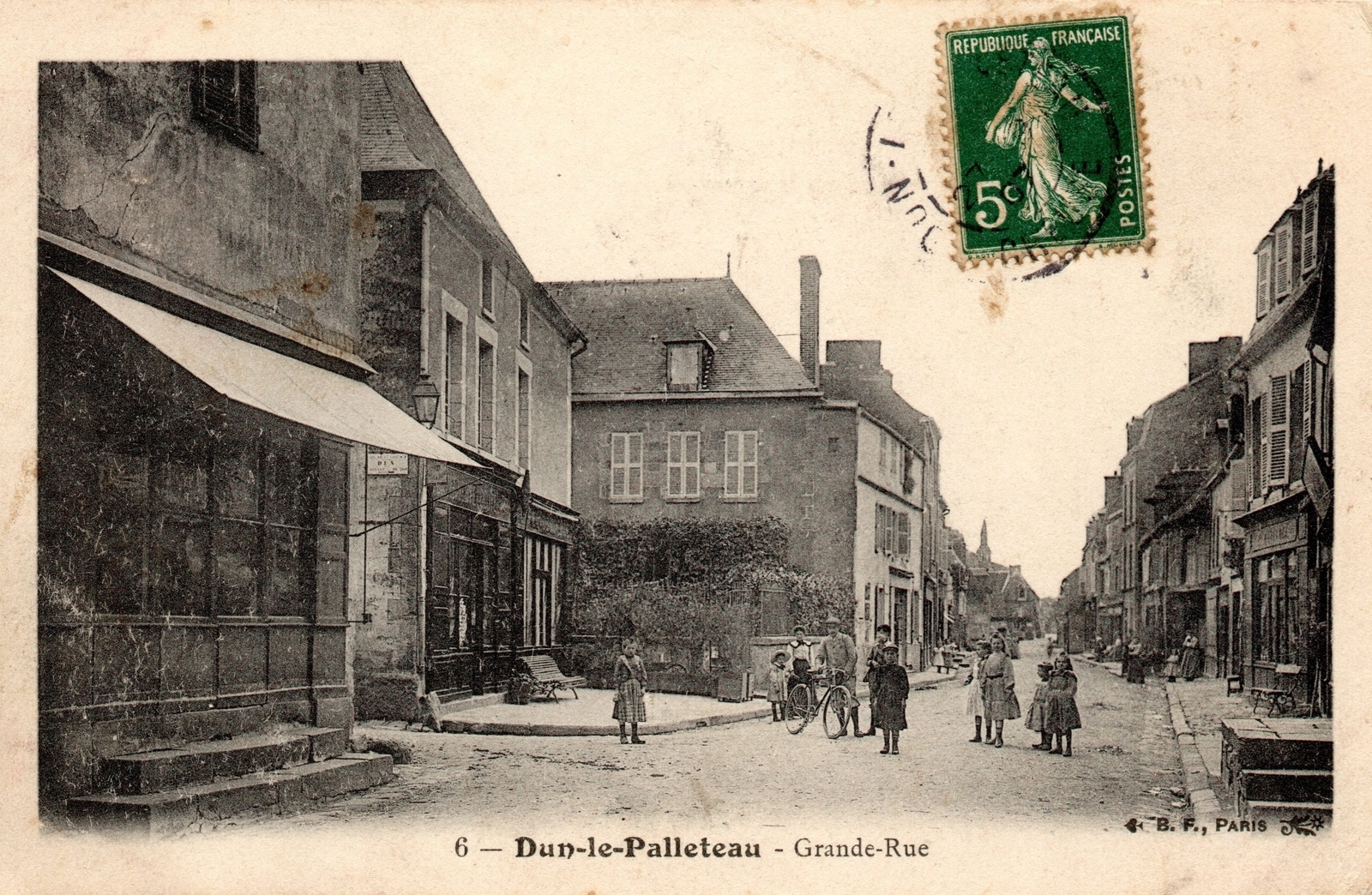

## Personnalités liées à la commune
- Claude Delafont, alias Delafont-Bramant, né et mort à Dun (1744-1819), député à l'Assemblée législative.
- Léonard-Michel Texier-Mortegoute, député à la Convention puis aux Cinq-Cents, né le 30 mars 1749 à Dun, mort au même lieu le 14 septembre 1798.
- Auguste Lacôte, homme politique né le 15 août 1838 à Dun-le-Palleteau (Creuse) et décédé le 18 décembre 1899 à Paris.
- Maurice Genevoix, a des origines familiales en Creuse, à Dun-le-Palestel, où son ancêtre Léonard a initié au xviiie siècle toute une lignée de pharmaciens[29].
- François Baroin est originaire de la Creuse par sa mère notamment Dun-le-Palestel ; sa mère y a possédé très longtemps une maison.
- Jean-Baptiste Harang, journaliste et romancier, a vécu une partie de son enfance à Dun-le-Palestel. L'intrigue de son roman autobiographique La chambre de la Stella[30](prix du Livre Inter 2006) est située à Dun-le-Palestel et évoque largement la vie de la commune.
- Gauvain Sers est originaire de Dun-le-Palestel et fait allusion à ses origines creusoises dans sa chanson Pourvu.

## Activités associatives, touristiques, festives et sportives
Le Club Rétromobile Dunois a été créé en 2015. Le CRD est une association regroupant des passionnés d'automobiles anciennes ou de prestige. Ses adhérents participent à des sorties touristiques et de loisirs avec leur véhicule de collection, des participations à des manifestations régionales et à des rassemblements de voitures anciennes. Le club intervient aussi dans les EHPAD ou foyers pour handicapés de la région, afin de proposer des balades en voiture de collection aux résidents,.
Dun-le-Palestel accueille chaque été un critérium cycliste.